# Ostatci zrakoplova B-24 kod Vrsara
Ostatci američkog aviona Ford B-24H-15-FO S "Liberator" (serijski broj: 42-52655, ime: The Feather Merchant) iz Drugoga svjetskog rata nalaze se u pomorju grada Vrsara, na dubini od 30 metara.
Nalazište se sastoji od dijelova zrakoplova razasutih na širem predmetnom području. Koherentni dio nekadašnjeg zrakoplova sastoji se od krila sa stajnim trapom i kotačem, te dijelovima motora. 

## Povijest
Ovaj američki zrakoplov pripadao je 484. bombarderskoj grupi, 824. bombarderske brigade koja je bila stacionirana u zračnoj bazi Toretta u Italiji. Dana 13. lipnja 1944. poletio je na bombardersku misiju prema Münchenu (Njemačka) koja je radi čvrste obrane zamijenjena za sekundarnu metu grad Insbruck u Austriji. U letu zrakoplov je djelovanjem protuavionske obrane oštećen te je napustio misiju. Pri povratku u bazu u 12.00 sati srušio se u more ispred Vrsara. Pri padu zrakoplova poginuli su Vincent Willour (19 god.) iz Bostona, Nathan Y. Conn (27 god.) iz Gulfporta, Leonard E. Long (23 god.) iz Chicaga.

## Zaštita
Pod oznakom P-6070 zavedeno je kao nepokretno kulturno dobro - pojedinačno, arheološka baština, pravna statusa preventivno zaštićena kulturnog dobra, klasificirano kao "arheološka baština ".